# Pinacosterna mimica
Pinacosterna mimica là một loài bọ cánh cứng trong họ Cerambycidae.